# One More Time (트와이스의 노래)
〈One More Time〉(원 모어 타임, ワンモアタイム 완모아타이무[*])은 대한민국의 걸 그룹 트와이스의 싱글이다. 2017년 10월 18일에 워너 뮤직 재팬에서 발매됐다.

## 발매 배경
2017년 9월 15일, 워너 뮤직 재팬에서 이번 싱글의 발매를 발표했다. 9월 14일, 유튜브에서 ‘One More Time’의 티저 1을, 9월 28일에는 티저 2를 공개했다. 10월 5일, 뮤직 비디오를 공개했다. 10월 13일, 싱글 발매에 앞서서 타이틀 곡인 ‘One More Time’을 디지털 음원으로 선공개했다. 같은 날에 LINE MUSIC의 실시간 차트에서 1위를 했다.

## 차트 성적
2017년 10월 18일자의 오리콘 일간 CD 싱글 차트에서 이틀 연속으로 1위를 했다.

## 수록 내용
CD
| #            | 제목                             | 작사                      | 작곡                                               | 편곡  | 재생 시간 |
| ------------ | -------------------------------- | ------------------------- | -------------------------------------------------- | ----- | --------- |
| 1.           | 〈One More Time〉                | Natsumi Watanabe, YHANAEL | NA.ZU.NA, Kokubo Yuki, YHANAEL                     | 3:03  |           |
| 2.           | 〈LUV ME〉                       | Yuka Matsumoto            | Albin Nordqvist, Malin Johansson, Susumu Kawaguchi | 3:29  |           |
| 3.           | 〈One More Time〉 (Instrumental) |                           | NA.ZU.NA, Kokubo Yuki, YHANAEL                     | 3:03  |           |
| 4.           | 〈LUV ME〉 (Instrumental)        |                           | Albin Nordqvist, Malin Johansson, Susumu Kawaguchi | 3:29  |           |
| 총 재생 시간 | 총 재생 시간                     | 총 재생 시간              | 총 재생 시간                                       | 13:04 |           |

DVD
| #  | 제목                            | 재생 시간 |
| -- | ------------------------------- | --------- |
| 1. | 〈One More Time〉 (뮤직 비디오) |           |
| 2. | 〈One More Time〉 (메이킹 필름) |           |

| #  | 제목                                      | 재생 시간 |
| -- | ----------------------------------------- | --------- |
| 1. | 〈One More Time〉 (댄스 버전 뮤직 비디오) |           |
| 2. | 〈자켓 촬영 메이킹 필름〉                 |           |

## 차트

### 주간
| 차트 (2018)                 | 최고 순위 |
| --------------------------- | --------- |
| 대한민국 (가온 디지털 차트) | 37        |
| 대한민국 (가온 BGM 차트)    | 72        |

## 발매일
| 국가     | 날짜             | 포맷                    | 레이블         |
| 일본     | 2017년 10월 18일 | CD, CD+DVD, 디지털 음원 | 워너 뮤직 재팬 |
| 전세계   | 2018년 2월 7일   | 디지털 음원             | 워너 뮤직 재팬 |
| 대한민국 | 2018년 2월 7일   | 디지털 음원             | 아이리버       |

### 내용주
1. ↑  싱글 〈Candy Pop〉과 같은 날에 정식 공개됐다.

### 참조주
1. ↑  “obelisk creator works”. 《obelisk inc.》 (일본어). 2017년 10월 9일에 원본 문서에서 보존된 문서. 2017년 10월 9일에 확인함.
2. 1 2  “Asia No.1 最強ガールズグループ『TWICE』いよいよ日本初のオリジナル曲となるシングル「One More Time」のリリースが決定！！” [Asia No.1 최강 걸 그룹 트와이스가 드디어 일본 첫 오리지널 곡이 되는 싱글 ‘One More Time’의 발매가 결정됨!!]. 《WARNER MUSIC JAPAN》 (일본어). 2017년 9월 15일. 2017년 10월 18일에 원본 문서에서 보존된 문서. 2017년 10월 5일에 확인함.
3. ↑  “TWICE「One More Time」TEASER”. 《유튜브》. 2017년 9월 14일. 2017년 10월 5일에 확인함.
4. ↑  “TWICE「One More Time」TEASER 2”. 《유튜브》. 2017년 9월 28일. 2017년 10월 5일에 확인함.
5. ↑  “TWICE、日本初のオリジナル曲となるシングル「One More Time」のミュージックビデオを解禁！” [트와이스, 일본 첫 오리지널 곡이 되는 싱글 ‘One More Time’의 뮤직 비디오를 해금!]. 《Kstyle》 (일본어). 2017년 10월 6일. 2017년 10월 6일에 확인함.
6. ↑  “TWICE、日本初オリジナルシングル「One More Time」がLINE MUSICで1位！” [트와이스, 일본 첫 오리지널 싱글 ‘One More Time’이 LINE MUSIC에서 1위!]. 《infoseek》 (일본어). 2017년 10월 13일. 2017년 10월 18일에 원본 문서에서 보존된 문서. 2017년 10월 13일에 확인함.
7. ↑  “デイリー CDシングルランキング 2017年10月18日付” [일간 CD 싱글 차트 2017년 10월 18일자]. 《ORICON NEWS》 (일본어). 2017년 10월 19일에 원본 문서에서 보존된 문서. 2017년 10월 19일에 확인함.
8. ↑  “One More Time (초도 한정판 A)”. 《WARNER MUSIC JAPAN》 (일본어). 2017년 10월 18일에 원본 문서에서 보존된 문서. 2017년 10월 5일에 확인함.
9. ↑  “One More Time (초도 한정판 B)”. 《WARNER MUSIC JAPAN》 (일본어). 2017년 10월 18일에 원본 문서에서 보존된 문서. 2017년 10월 5일에 확인함.
10. ↑  “One More Time (일반판)”. 《WARNER MUSIC JAPAN》 (일본어). 2017년 10월 18일에 원본 문서에서 보존된 문서. 2017년 10월 5일에 확인함.
11. ↑  “One More Time (원스 재팬 한정판)”. 《WARNER MUSIC JAPAN》 (일본어). 2018년 5월 19일에 원본 문서에서 보존된 문서. 2017년 10월 5일에 확인함.
12. 1 2  “One More Time”. 《가온 차트》. 2018년 5월 19일에 확인함.
13. ↑  “One More Time - EP”. 《Apple Inc.》. 2017년 10월 5일에 확인함.
14. ↑  “One More Time”. 《네이버 뮤직》. 2018년 2월 10일에 확인함.